# Polimela
En la mitología griega Polimela o Polimele (en griego Πολυμήλη) es el nombre de varios personajes femeninos:
- Polimele: para Hesíodo era hija de Autólico y esposa de Esón, quien le dio al héroe Jasón.[1] Su nombre también aparece con las variantes Polimede[2] y Polifeme.[3]
- Polimele: llamada Filomela para Tzetzes, fue una hija de Peleo, esposa de Menecio y madre de Patroclo.[4]
- Polimele: de nuevo según Tzetzes, es la esposa de Téstor y madre del adivino Calcante.[5]
- Polimele: según la Ilíada es la hija de Filante, esposa de Equecles y madre, por Hermes, de Eudoro.[6]
- Polimele: una de las hijas de Eolo, que según Partenio de Nicea, yació con Odiseo en secreto.[7]